# St. Jakobus (Thalau)

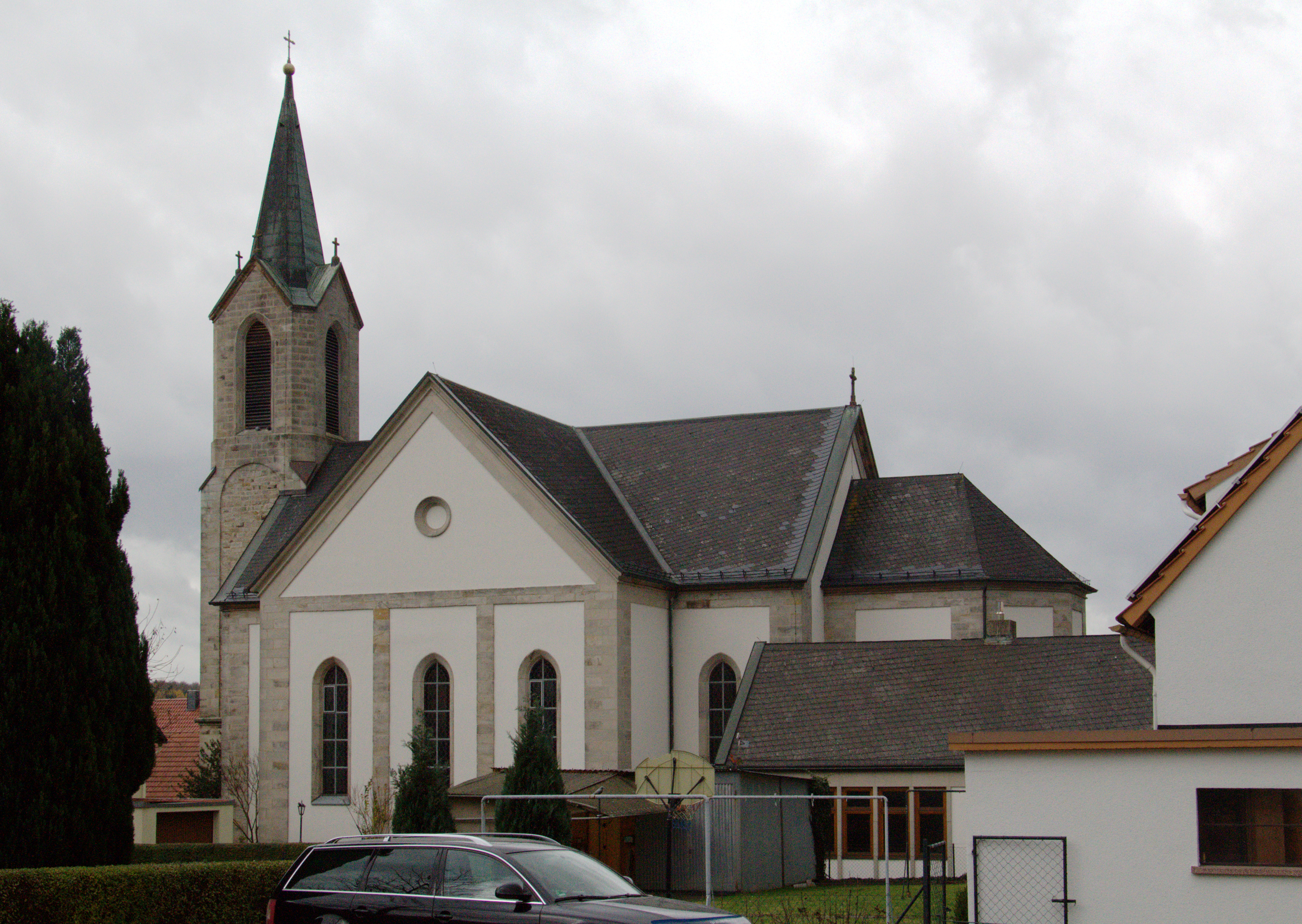
St. Jakobus (Thalau)

Die römisch-katholische Pfarrkirche St. Jakobus ist ein denkmalgeschütztes Kirchengebäude in Thalau, einem Ortsteil der Gemeinde Ebersburg im Landkreis Fulda  (Hessen). Die Kirchengemeinde gehört zum Pfarrverbund St. Wendelinus Hohe Rhön im Dekanat Rhön des Bistums Fulda.

## Beschreibung
Die neugotische Saalkirche wurde 1858–60 erbaut. Sie hat einen Fassadenturm aus Quadermauerwerk im Süden und einen eingezogenen Chor mit dreiseitigem Abschluss im Norden. Das Kirchenschiff und der Chor sind aus verputzten Bruchsteinen mit Lisenen aus Quadermauerwerk. Die Kirche wurde 1976/77 durch ein Querschiff zu einer Kreuzkirche erweitert. Im Glockenstuhl hängen vier Gussstahlglocken des Bochumer Vereins.
Im Innenraum, der mit einem offenen Dachstuhl überspannt ist, stehen vier Statuen aus der Zeit des Rokoko, die aus der Marienkapelle in Würzburg stammen. Die Figur von Jesus Christus an der Geißelsäule steht unter einem Baldachin. Eine kleine Pietà stammt aus der zweiten Hälfte des 15. Jahrhunderts. Die Orgel mit 13 Registern und einem Manual wurde 1867 von Johann Heinrich Ludwig Ratzmann erbaut.